# 白鯧科
白鯧科（学名：Ephippidae）為輻鰭魚綱白鲳目的其中一個科，传统上被分类于鱸形目刺尾魚亞目。

## 分布
本科魚類分布於印度太平洋的珊瑚礁海域。

## 深度
水深1至50公尺。

## 特徵
本科魚體菱形至圓形，高而短；頭高大於頭長；眼大口小；短吻圓鈍；上下頷約等長；頷齒尖細、呈刷毛狀、或齒大、門齒狀；顎骨無齒。體背中小型櫛鱗，眶前骨與前鰓蓋緣裸出，側線弧形，背鰭與臀鰭均高，硬棘與軟條間或具缺刻；尾鰭雙凹形或截形。

## 分類
白鯧科其下分8個屬，共17種，大致如下：

### 棘白鯧屬Chaetodipterus
- 大西洋棘白鯧 Chaetodipterus faber
- 律氏棘白鯧 Chaetodipterus lippei
- 太平洋棘白鯧 Chaetodipterus zonatus

### 白鯧屬Ephippus
- 高倫白鯧 Ephippus goreensis
- 圓白鯧 Ephippus orbis ：又稱白鯧。

### 短棘白鯧屬Parapsettus
- 巴拿馬短棘白鯧 Parapsettus panamensis (Steindachner, 1876)，基异名：Psettus panamensis Steindachner, 1876

### 燕魚屬Platax
- 印尼燕魚 Platax batavianus
- 波氏燕魚 Platax boersii
- 圓眼燕魚 Platax orbicularis ：又稱圓燕魚。
- 圓翅燕魚 Platax pinnatus ：又稱彎鰭燕魚。
- 尖翅燕魚 Platax teira ：又稱燕魚。

### 神棘白鯧屬Proteracanthus
- 神棘白鯧 Proteracanthus sarissophorus (Cantor, 1849)，基异名：Crenidens sarissophorus Cantor, 1849

### 絲鰭鯧屬Rhinoprenes
- 絲鰭鯧 Rhinoprenes pentanemus

### 三鰭白鯧屬Tripterodon
- 卵圓三鰭白鯧 Tripterodon orbis

### 澳白鯧屬Zabidius
- 九斑澳白鯧 Zabidius novemaculeatus

## 生態
本科魚棲息於沙泥底質或礁石區，屬肉食性，以底棲無脊椎動物及浮游動物等為食。

## 經濟利用
幼魚可當作觀賞魚，成魚則為美味的食用魚。